# Francisco Villaespesa
Francisco Villaespesa Martín (Láujar de Andarax, 15 ottobre 1877 – Madrid, 9 aprile 1936) è stato un poeta, drammaturgo e scrittore spagnolo.

## Biografia
Nato a Láujar de Andarax, nella Alpujarra almeriense, fu molto influenzato dalla ricchezze storiche e naturalistiche della propria terra. Dopo aver iniziato gli studi universitari presso la Facoltà di Diritto di Granada, nel 1897, quando aveva 20 anni, li abbandona per trasferirsi a Malaga, dove inizia ad assaporare la vita da bohème (movimento artistico) tipica dell'epoca, conoscendo così Narciso Díaz de Escovar, Ricardo León y Salvador González Anaya.
Nello stesso anno si sposta a Madrid, città nella quale inizia a lavorare come giornalista per numerosi quotidiani e periodici.
Diviene un frequentatore delle tertulias, degli incontri tra intellettuali che si tenevano presso il Café de Levante y Fornos, nel corso delle quali fa la conoscenza di Eduardo Zamacois, Alejandro Sawa, Fernández Vaamonde e della gran parte del gruppo della rivista Germinal, grazie alla quale pubblica le sue prime opere.
Nel 1898 dà alle stampe il suo primo libro di poesie, Intimidades e conosce colei che diverrà sua moglie, Elisa González Columbio, che morirà poi nel 1903, ispirandolo per alcune delle sue opere più profonde, tra le quali Tristitiae Rerum del 1906.
Fonda delle riviste di taglio modernista come Electra, La Revista Ibérica e La Revista Latina. Il grande successo ottenuto tra il pubblico dalla sua piéce El alcázar de las perlas gli apre nel 1911 le porte del teatro, attività che gli permetterà di viaggiare, specialmente in Portogallo, Italiae America Latina come impresario e interprete delle proprie opere. Si stabilisce così a Caracas, dove conosce altri poeti modernisti, divenendo presto ammiratore e discepolo del poeta nicaraguense Rubén Darío, con il quale si fece promotore dell'estetica modernista in Spagna.
Nella capitale collabora con Antonio Ledesma, Francisco Aquino e Camilo Bargiela, senza però perdere il contatto con la propria terra, scrivendo per alcune testate almeriensi. Negli anni poi entra in contatto con Pío Baroja, Azorín, Ramiro de Maeztu, Valle-Inclán, Jacinto Benavente, Salvador Rueda e Amado Nervo.
Malato di arteriosclerosi, di insufficienza gastrica e di ipertensione, le sue condizioni si aggravarono nel 1930 mentre si trovava in Brasile tanto che fu costretto a rientrare in patria. Muore a Madrid nell'aprile del 1936. Alla sua memoria è stata dedicata la biblioteca di Almería.

## L'opera

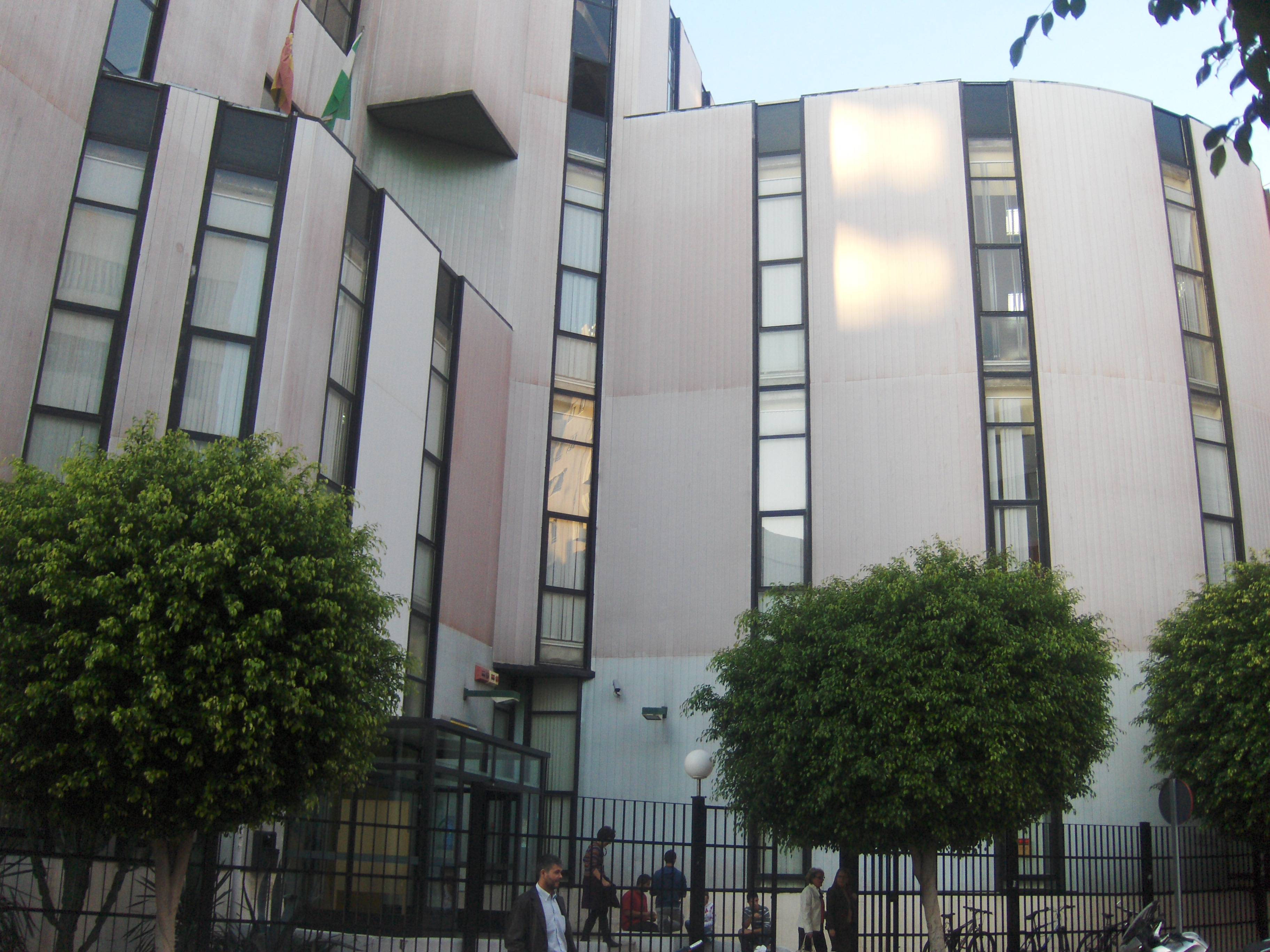
La biblioteca Villaespesa a Almería

La sua opera è estremamente vasta, raccogliendo più di cinquanta raccolte di poesie, alcuni romanzi ed opere teatrali, come la Aben-Humeya del 1913.
Le sue prime opere poetiche, come Intimidades del 1898 e Luchas del 1899, risentono delle influenze tardo-romantiche di José Zorrilla e del colorismo di Salvador Rueda. Con La copa del rey de Thule Villespesa affronta per la prima volta i temi del modernismo, di cui diviene il primo portavoce, invitando Juan Ramón Jiménez a venire a Madrid per "lottare per il Modernismo".
Pur venendo così a ricoprire un ruolo fondamentale nello sviluppo del contesto letterario spagnolo del novecento, l'opera di questo artista almeriense ha patito nei decenni successivi una scarsa attenzione da parte del pubblico accademico e dell'editoria, che ha in parte offuscato l'importanza della sua figura.
I suoi libri più importanti hanno visto la luce nei primi anni del secolo; dal 1906 emergerà una nota orientaleggiante che andrà acuendosi nelle opere successive. Tra queste sono da ricordare Bajo la lluvia del 1910, Los remansos del crepúsculo del 1911 e Andalucía del 1911.

## Opere

### Poesia
- 1898 - Intimidades
- 1898 - Luchas
- 1898 - Flores de almendro
- 1899 - Confidencias
- 1900 - La Copa del Rey de Thule
- 1901 - La musa enferma
- 1902 - El alto de los bohemios
- 1905 - Rapsodias
- 1906 - Tristitiae rerum
- 1906 - Canciones del camino
- 1907 - Carmen
- 1908 - El mirador de Lindaraxa
- 1908 - El patio de los arrayanes
- 1909 - El libro de Job
- 1909 - Viaje sentimental
- 1909 - El jardín de las quimeras
- 1909 - Las horas que pasan
- 1910 - Saudades
- 1910 - In memoriam
- 1911 - Andalucía
- 1911 - Bajo la lluvia
- 1911 - Torre de marfil
- 1911 - El espejo encantado
- 1911 - El espejo encantado
- 1912 - Los panales de oro
- 1912 - El balcón de Verona
- 1912 - Palabras antiguas
- 1912 - Jardines de plata
- 1913 - El velo de Isis
- 1913 - Lámparas votivas
- 1913 - Era él
- 1914 - Ajimeces de ensueño
- 1914 - Campanas pascuales
- 1914 - El reloj de arena
- 1915 - Los nocturnos del Generalife
- 1916 - La cisterna
- 1916 - La fuente de las gacelas
- 1916 - Baladas de cetrería
- 1916 - Amor
- 1917 - El libro del amor y de la muerte
- 1917 - Paz
- 1917 - A la sombra de los cipreses
- 1917 - Hernán Cortés
- 1918 - Tierra de encanto y maravilla
- 1919 - La Casa del pecado
- 1919 - Tardes de Xochimilco
- 1920 - La estrella solitaria
- 1920 - El encanto de la Alhambra
- 1920 - Los conquistadores
- 1922 - La isla cruxificada
- 1924 - Poema de Panamá
- 1924 - Vasos de arcilla
- 1926 - Poesías escogidas
- 1927 - La gruta azul
- 1927 - Panderetas sevillanas - Caracol marino
- 1927 - La danzarina de Gades
- 1929 - Bolívar
- 1935 - Manos vacías
- 1936 - Rincón solariego

### Teatro
- 1911 - El alcázar de las perlas
- 1913 - Doña María de Padilla
- 1913 - Judith
- 1913 - El rey Galaor
- 1914 - Aben-Humeya
- 1915 - La partida de ajedrez
- 1915 - El halconero
- 1915 - En el desierto
- 1915 - La leona de Castilla
- 1917 - La Maja de Goya
- 1917 - Teatro lírico
- 1925 - El sol de Ayacucho
- 1928 - El burlador de Sevilla

### Narrativa
- 1908 - Zarza florida (poi ripubblicato con il titolo El milagro de las rosas)
- 1912 - Las garras de la pantera
- 1912 - Fiesta de poesía
- 1912 - Las granadas de rubíes
- 1912 - Breviario de amor (ripubblicato dapprima con il titolo La tela de Penélope e poi Las joyas de Margarita)
- 1914 - Las palmeras del oasis
- 1916 - El caballero del milagro (poi ripubblicato con il titolo El milagro del vaso de agua)
- 1916 - Los malos milagros
- 1917 - Resurrección
- 1917 - Amigas viejas
- 1918 - La ciudad de los ópalos
- 1920 - Los suaves milagros
- 1924 - La verdadera historia de amor
- 1924 - El narrador del desierto

### Traduzione
- 1901 - La reliquia (A relíquia, 1887) di José Maria Eça de Queiroz, tradotta assieme a Camilo Bargiela
- 1906 - La Gioconda (La Gioconda, 1894) di Gabriele D'Annunzio
- 1914 - Salomé y otros poemas (Salomé e outros poemas, 1896) di Eugénio de Castro e Almeida
- 1913 - La cena de los Cardenales (A ceia dos Cardeais, 1902) di Júlio Dantas
- 1914 - Don Beltrán de Figueroa (Don Beltrão de Figueiroa, 1902) di Júlio Dantas
- 1916 - La sombra del cuadrante (A sombra do quadrante, 1906) di Eugénio de Castro e Almeida
- 1916 - Rosas de todo el año (Rosas de todo o ano, 1907) di Júlio Dantas
- 1916 - El primer beso (O primeiro beijo, 1911) di Júlio Dantas
- 1917 - Don Ramón de Capichuela (Don Ramón de Capichuela, 1912) di Júlio Dantas
- 1930 - El navío negrero y otros poemas (Navio negreiro, 1869) di Antonio Federico de Castro Alves
- 1930 - En la Alcatifa de los vientos di Maluf Fauzi